# Lilian Samaniego
Lilian Graciela Samaniego González (Asunción, 25 de febrero de 1965) es una política paraguaya. Desde el 2004 es senadora nacional, por el Partido Colorado.
Anteriormente fue presidenta del partido entre 2008 y 2016, siendo la primera mujer en ocupar este cargo.

## Biografía
Nació el 25 de febrero de 1965, en el Barrio San Vicente uno de los populosos barrios de Asunción, sus padres son Ignacio E. Samaniego y Elisa González de Samaniego, reconocidos dirigentes de la Asociación Nacional Republicana, tiene dos hermanos Arnaldo, que fue intendente de Asunción (2010-2015) y Gustavo.
Sus estudios primarios y secundarios los realizó en el Colegio Cristo Rey de Asunción, del cual egreso como bachiller en Ciencias y Letras en la promoción 1983.
Ingresó a la Universidad Nacional de Asunción, a la Facultad de Ciencias Químicas donde en 1987 se tituló con el grado de Químico Farmacéutica, destacándose no solo en su especialidad técnica sino en todas las labores emprendidas.
Ha realizado estudios de posgrado en los Estados Unidos de América, Europa y en los Países del Mercosur.

## Carrera política
Ingresó al Partido Colorado el 24 de marzo de 1982, donde ha tenido activa militancia ocupando diversos cargos como integrante de mesa, delegada, apoderada, secretaria política de la Junta de Gobierno, presidenta de la comisión central de la mujer colorada.
Ha sido parte de algunos movimientos internos del Partido Colorado, como Movimiento Colorado Unido, Movimiento Participación Republicana y Movimiento Vanguardia Colorada.

### Presidenta del Partido Colorado
Fue elegida por más de dos tercios de los titulares de la Junta de Gobierno como vicepresidenta primera, sin embargo asumió la presidencia interina del Partido Colorado, el 16 de septiembre de 2008, en medio de una crisis interna asume el desafío de conducir y reencauzar al partido, que ese año sufrió la derrota en las elecciones generales donde triunfó Fernando Lugo, poniéndole fin a más de 60 años de gobiernos colorados en el Paraguay.
Logró que su partido, en las elecciones municipales de 2010, triunfe con 800 mil votos en 138 municipios de todo el país, incluyendo la capital Asunción. Este hecho dejó bien posicionado al Partido Colorado, que volvió a ganar la presidencia de la República en el 2013 con la elección de Horacio Cartes.
Fue ratificada en su cargo de presidenta en las elecciones internas del 13 de marzo de 2011, siendo la primera mujer en más de 124 de historia del Partido Colorado en ser electa como presidenta de la Junta de Gobierno.

### Senadora
Fue elegida como senadora suplente por Asunción en 2003, sin embargo, asumió como titular en 2004, siendo reelecta en los años 2008, 2013 y 2018. Ha sido integrante de la comisión de equidad, género y desarrollo en la Cámara de Senadores.